# ソーマ (小惑星)
ソーマ (2815 Soma) は小惑星帯に位置する小惑星。アリゾナ州のローウェル天文台アンダーソン・メサ観測所でエドワード・ボーエルが発見した。
デンマーク人ピート・ハイン (Piet Hein) が考案した、7つの立体のピースを3×3×3の立方体に組む箱詰めパズル「ソーマキューブ」に因んで命名された。
2011年3月7日から4月9日にかけて行われたライトカーブ観測によって衛星が発見された。衛星（仮符号S/2011 (2815) 1）の直径は 2.5 km で、主星から約 20 km 離れた軌道を 17.915 ± 0.002 時間の周期で回っている。